# Голодушко, Захар Михайлович
Захар Михайлович Голодушко - советский хозяйственный, государственный и политический деятель.

## Биография
Родился в 1906 году. Член ВКП(б).
С 1939 года - на хозяйственной, общественной и политической работе. В 1939-1958 гг. — заведующий Сектором животноводства ЦК КП(б) Беларуси, народный комиссар совхозов Белорусской ССР, директор совхоза в Куйбышевской области, народный комиссар совхозов Белорусской ССР, 1-й заместитель министра животноводства Белорусской ССР, министр мелиорации Белорусской ССР, 1-й секретарь Гомельского областного комитета КП(б) Беларуси, 1-й заместитель министра совхозов Белорусской ССР.
Избирался депутатом Верховного Совета СССР 4-го созыва.
Умер в 1967 году.